# Dave Minor
Davage T. "Dave" Minor (Misuri, 23 de febrero de 1922-Gary, Indiana, 14 de marzo de 1998) fue un jugador de baloncesto estadounidense que disputó dos temporadas en la NBA, además de jugar en la AAU. Con 1,88 metros de estatura, jugaba en la posición de escolta.

## Trayectoria deportiva

### Universidad
Jugó durante su etapa universitaria con los UCLA de la Universidad de California, Los Ángeles, con los que fue elegido en dos ocasiones en el mejor quinteto de la Pacific 10 Conference, en 1947 y 1948, tras promediar 9,5 y 9,1 puntos por partido, respectivamente.

### Profesional
Tras jugar en los Oakland Blue n' Gold Atlas de la AAU, donde fue incluido en el mejor quinteto All-American, fichó por una temporada en 1951 por los Baltimore Bullets de la NBA, donde en su primera temporada promedió 8,3 puntos y 4,8 rebotes por partido.
Con la temporada 1952-53 fue traspasado junto con Stan Miasek a los Milwaukee Hawks a cambio de Don Boven, George McLeod y Pete Darcey. Jugó una temporada como titular, en la que promedió 8,0 puntos y 5,3 rebotes por partido.

## Estadísticas de su carrera en la NBA

### Temporada regular
| Año     | Equipo    | PJ  | MPP  | %TC  | %TL  | RPP | APP | PPP |
| ------- | --------- | --- | ---- | ---- | ---- | --- | --- | --- |
| 1951-52 | Baltimore | 57  | 27.3 | .354 | .765 | 4.8 | 2.8 | 8.3 |
| 1952-53 | Baltimore | 19  | 15.8 | .358 | .769 | 2.2 | 1.2 | 4.6 |
| 1952-53 | Milwaukee | 40  | 32.7 | .369 | .736 | 5.3 | 2.6 | 8.0 |
| Total   | Total     | 116 | 27.3 | .360 | .754 | 4.5 | 2.5 | 7.6 |